# Уоррен Елліс
Воррен Елліс (англ. Warren Ellis) — австралійський музикант і композитор, учасник рок-гуртів Dirty Three і Nick Cave and the Bad Seeds. Також виступав із гуртом Grinderman до його розпуску в 2013 році. Створив музику до фільмів разом зі давнім другом, співавтором і колегою-музикантом Ніком Кейвом. Елліс грає на скрипці, піаніно, акордеоні, бузукі, гітарі, флейті, мандоліні, мандочелі та альті. Є учасником гурту Nick Cave and the Bad Seeds з 1994 року.

## Життя і кар'єра
Воррен Елліс народився 14 лютого 1965 року в Баллараті, штат Вікторія.
Попри весь свій талант і славу, Елліс скромно оцінює свою музичну долю. «Усе, що зі мною сталося, було випадковістю», — наполягає він. Він виріс у Баллараті, старому місті золотої лихоманки на заході штату Вікторія, і доля зустріла Елліса на місцевому смітнику, коли йому було 10 років. «Там я проводив час у дитинстві, — каже він, — я тусувався там із моїми братами — ми каталися на велосипедах і робили такі речі… що змусили б мене кричати від жаху, якби я взнав, що мої діти таке роблять». Але саме тут Еллісу трапився «найбільший нещасний випадок» у його житті — покинутий акордеон, який він потім відніс до школи. «Мій тодішній учитель грав, тож він навчив мене грати», — каже Елліс. «І це спонукало мене навчитися грати на скрипці — знову випадково. Хтось запитав, чи хоче хтось цьому навчитися — деякі дівчата підняли руки, і я також».
Пізніше він навчався грати на флейті в школі в Баллараті.
Після закінчення приватної середньої школи Елліс вступив до університету в Мельбурні, де вивчав класичну скрипку. Після цього він недовго працював шкільним учителем у провінційній Вікторії. У січні 1988 року він подорожував до Європи, де їздив автобусами в Грецію, Угорщину, Шотландію та Ірландію. Через рік він повернувся до Австралії.
Елліс писав музику для театральних груп і виступав на мистецьких вернісажах і виставах у Мельбурні, перш ніж він почав грати в музичних гуртах на початку дев'яностих.
У 1992 році Елліс створив гурт The Dirty Three разом з гітаристом Міком Тернером (Mick Turner) і барабанщиком Джимом Вайтом (Jim White). Станом на 2018 рік гурт записав дев'ять студійних альбомів, кілька з них потрапили в чарти ARIA в Австралії.
У 1993 році почалась співпраця Елліса з гуртом Nick Cave and the Bad Seeds. Спочатку Елліс у складі невеликого струнного ансамблю брав участь у записі альбому Let Love In, гурту Nick Cave and the Bad Seeds. Альбом вийшов у 1994 році. Невдовзі Елліс приєднався до гурту як постійний учасник, спочатку зосередившись на грі на скрипці, але поступово почав додавати інші інструменти. Згодом Елліс, разом з Ніком Кейвом, стали співавторами багатьох пісень гурту, а також музики до фільмів та для інших проєктів. Елліс також був учасником Grinderman, сайд-проекту Nick Cave and the Bad Seeds, який випустив два альбоми.

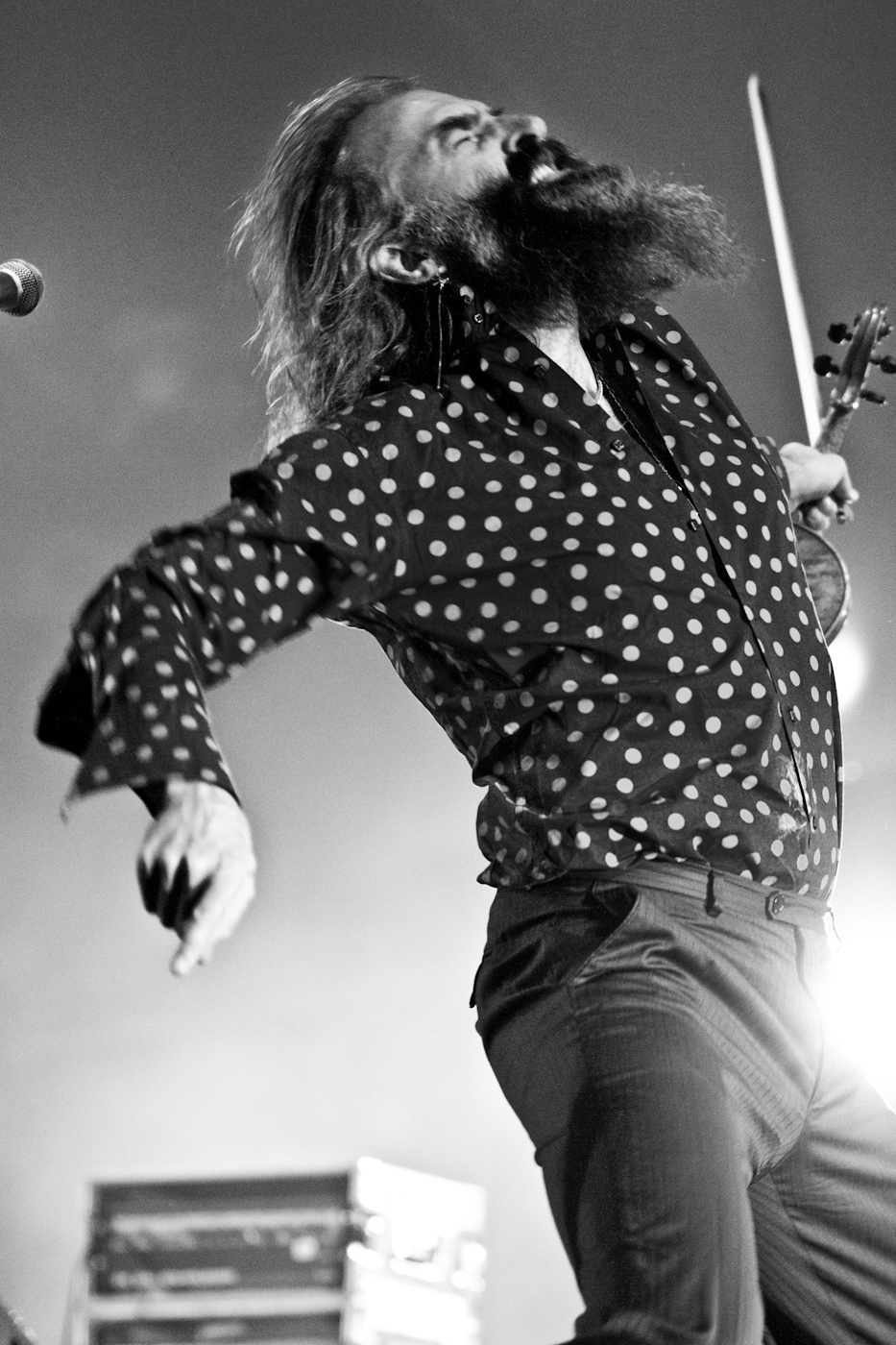
Елліс з гуртом Dirty Three виступає на WOMADelaide 2012

У 2002 році Елліс випустив сольний альбом на рекорд-студії King Crab records під назвою Three Pieces for Violin. З 2005 року він грав на кількох альбомах Marianne Faithfull. Нік Кейв і Уоррен Елліс написали музику, яку було відзначено нагородами, до фільму «Пропозиція», і знову співпрацювали над музикою до фільмів «Убивство Джессі Джеймса Боягузом Робертом Фордом», «Дорога» та «Далеко від чоловіків».
У 2009 році Нік Кейв і Уоррен Елліс випустили White Lunar — подвійний альбом, де зібрано найяскравіші моменти їхніх п'яти музичних композицій до фільмів, а також кілька бонусних треків.
Після випуску альбому Carnage, Елліс і Нік Кейв здійснили тур на підтримку альбому, по Європі восени 2021 року та по США навесні 2022 року.
З 1998 року Елліс живе в Парижі разом зі своєю дружиною француженкою та двома дітьми.
У 2021 році Елліс і його дружина оголосили про купівлю земельної ділянки на Суматрі, яку вони пожертвували некомерційній організації Jakarta Animal Aid Network. Заповідник дикої природи Елліс-Парк розташований поруч з Центром дикої природи Суматри та спеціалізується на тваринах, які потребують догляду протягом усього життя та не можуть вижити в дикій природі.

## Творчий доробок

### Сольні альбоми
- Three Pieces for Violin (2002)

### Сольні партитури
- Мустанг, саундтрек до фільму (2015)
- Bad Girl, саундтрек до фільму (2017)[24]
- Джанго, саундтрек до фільму (2017)
- This Train I Ride, саундтрек до фільму (2020)[25]
- Purple Perilla, саундтрек до книги (2021)[26]

### Співпраця з Ніком Кейвом
- Woyzeck, театральна музика (2005), адаптація Gísli Örn Gardarsson
- The Proposition, саундтрек (2005)
- The Metamorphosis, театральна музика (2006)[27]
- The Assassination of Jesse James by the Coward Robert Ford, саундтрек (2007)
- Англійський хірург, саундтрек (2007) з Ніком Кейвом
- Дорога, саундтрек (2009)
- The Girls of Phnom Penh, саундтрек (2009)
- Саундтрек Lawless (2012)[28] створений разом з Ніком Кейвом
- Days of Grace, саундтрек (2012) з Ніком Кейвом, Аттікусом Россом, Клаудією Сарне, Леопольдом Россом і Сігеру Умебаяші
- West of Memphis, саундтрек (2013)
- Loin des Hommes, саундтрек (2015)
- Hell or High Water, саундтрек (2016), написаний разом з Ніком Кейвом
- Військова машина, саундтрек (2017), створений разом з Ніком Кейвом
- Wind River, саундтрек (2017), створений разом з Ніком Кейвом
- Kings, саундтрек (2017), написаний разом з Ніком Кейвом
- Carnage, студійний альбом (2021)
- La Panthère Des Neiges, саундтрек (2021)
- Blonde, саундтрек (2022) написаний разом з Ніком Кейвом
- Dahmer — Monster: The Jeffrey Dahmer Story, саундтрек (2022), написаний разом з Ніком Кейвом
- «Wood Dove», трек для «For the Birds: The Birdsong Project», Vol. 2.[29]

### Інші колаборації
- The Blackeyed Susans' album All Souls Alive (1993)
- Kim Salmon's album Hey Believer (1994)
- David McComb's album Love of Will (1994)
- Played live music for Chicago neo-burlesque performer Maya Sinstress in 2000
- Cat Power's album You Are Free (violin on «Good Woman») (2003)
- Loene Carmen's album Slight Delay (2004)
- «Crazy Love» by Marianne Faithfull/Nick Cave, with Isabelle Huppert on Before the Poison (2005)
- «Hell's Coming Down» from Primal Scream's album Riot City Blues (2006)
- Theo Hakola's album Drunk Women and Sexual Water (2008)
- Jim Yamouridis' album Into the Day (2011)
- «Pirate Jenny» with Shilpa Ray and Nick Cave on Son of Rogues Gallery: Pirate Ballads, Sea Songs &amp; Chanteys (2013)[30]
- Marianne Faithfull's album Give My Love to London (2014)
- «Stepkids» from The Avalanches' album Wildflower (2016)
- «A Common Truth» by Saltland (Rebecca Foon) (2017)
- «Le Brasier Shelley» with Augustin Viard, audio cinema film featuring Marianne Faithfull and Gaspard Ulliel, France Culture (2018)[31]
- Five tracks on Amadjar by Tinariwen[32]
- Co-credit with Marianne Faithfull — She Walks in Beauty (2021)[33]
- «About You» from The 1975's album «Being Funny in a Foreign Language» (2022)[34]

### Книги
- Nina Simone's Gum (2022, Faber & Faber; ISBN 9780571365630)[35][36]

## Нагороди та номінації
- 2005 AFI Awards: Best Original Music Score (The Proposition)
- 2005 Inside Film Awards: Best Music (The Proposition)
- 2005 Film Critics Circle of Australia Awards: Best Musical Score (The Proposition)
- 2010 Kermode Awards: Best Score (The Road)
- 2016 César Award for Best Original Music: Best Original Music Score (Mustang)

APRA Awards (Австралія)
Музичні нагороди APRA в Австралії — це щорічні нагороди для відзначення передового досвіду в сучасній музиці, які відзначають майстерність композиторів, авторів пісень і лейблів, які досягли видатного успіху в кількості продажів та трансляцій. Церемонії нагородження проводяться Австралазійською асоціацією виконавських прав (APRA) і Австралазійським товариством власників авторських прав (AMCOS).
| Рік  | Праця / співавтор                 | Нагорода         | Результат   | Джерело |
| ---- | --------------------------------- | ---------------- | ----------- | ------- |
| 2014 | «Jubilee Street» (with Nick Cave) | Song of the Year | Shortlisted | [ 38 ]  |
| 2014 | «We No Who U R» (with Nick Cave)  | Song of the Year | Shortlisted | [ 38 ]  |
| 2021 | «Ghosteen» (with Nick Cave)       | Song of the Year | Shortlisted | [ 39 ]  |
| 2022 | «Albuquerque» (with Nick Cave)    | Song of the Year | Shortlisted | [ 40 ]  |

ARIA Music Awards
ARIA Music Awards — це щорічна церемонія, яку проводить Австралійська асоціація звукозаписної індустрії (ARIA), яка відзначає майстерність, інновації та досягнення в усіх жанрах музики Австралії. Проводиться з 1987 року.
| Рік  | Номіновано                                                  | Нагорода                                         | Результат |
| ---- | ----------------------------------------------------------- | ------------------------------------------------ | --------- |
| 2006 | The Proposition (Nick Cave with Warren Ellis)               | Best Original Soundtrack / Cast / Show Recording | Номінація |
| 2007 | Nick Cave (honorary inductees Harvey, Ellis, Savage, Casey) | ARIA Hall of Fame                                | inducted  |
| 2013 | Lawless (with Nick Cave)                                    | Best Original Soundtrack / Cast / Show Recording | Номінація |
| 2021 | Carnage (with Nick Cave)                                    | Best Adult Contemporary Album                    | Номінація |

Австралійська музична премія (AMP)
Австралійська музична премія (AMP) — це щорічна нагорода в розмірі 30 000 доларів США, яка присуджується австралійському гурту чи сольному виконавцю на знак визнання заслуг альбому, випущеного протягом року нагородження. Нагороду присудила Australian Music Prize Ltd, єдина цільова організація, яку спонсорують різноманітні діячі музичної індустрії та звукозаписні компанії. AMP була заснована в 2005 році.
| Рік  | Номіновано               | Нагорода               | Результат |
| ---- | ------------------------ | ---------------------- | --------- |
| 2021 | Carnage (with Nick Cave) | Australian Music Prize | Номінація |

Національна премія живої музики (NLMA)
Національна премія живої музики (NLMA) заснована фундацією Heath Media у 2016 році. Нагороди присуджуються в категоріях, які відзначають найкращі концертні майданчики, виконавців, події та фестивалі. Нагороди включають як національні, так і державні категорії, за які голосують люди в живій індустрії, з вибраними категоріями, які голосує публіка.
| Рік                                | Номіновано                                                        | Нагорода                             | Результат |
| ---------------------------------- | ----------------------------------------------------------------- | ------------------------------------ | --------- |
| National Live Music Awards of 2020 | himself                                                           | Live Instrumentalist of the Year     | Перемога  |
| National Live Music Awards of 2023 | Nick Cave and Warren Ellis — Australian Carnage Tour (Supersonic) | Best International Tour in Australia | Перемога  |